# Macrosiphum knautiae
Macrosiphum knautiae är en insektsart. Macrosiphum knautiae ingår i släktet Macrosiphum och familjen långrörsbladlöss. Inga underarter finns listade i Catalogue of Life.